# نوزت گوکدوگان
هاتیجه نوزت گوکدوگان (ترکی استانبولی: Hatice Nüzhet Gökdoğan; ترکی: [haˈtidʒe ˈnyzhet ˈɟœkdoan] ; ۱۴ اوت ۱۹۱۰ – ۲۴ آوریل ۲۰۰۳) اخترشناس، ریاضی‌دان و شخصیت دانشگاهی اهل ترکیه بود. او به‌طور گسترده به عنوان یکی از اولین منجمان زن ترکیه شناخته می‌شود. گوکدوگان پس از تحصیل در رشته ریاضیات و نجوم در فرانسه در سال ۱۹۳۴ به هیئت علمی دانشگاه استانبول پیوست و دکترای خود را به پایان رساند. او در سال ۱۹۵۴ به عنوان رئیس دانشکده علوم دانشگاه انتخاب شد و اولین زن ترکی بود که به ریاست دانشگاه رسید و بعداً رئیس بخش نجوم شد و به‌طور قابل توجهی ظرفیت گروه خود را گسترش داد و برای بهبود همکاری ملی و بین‌المللی بین ستاره شناسان تلاش کرد.
گوکدوگان از بنیانگذاران انجمن ریاضی ترکیه، انجمن نجوم ترکیه و انجمن زنان دانشگاه ترکیه است. او اولین نماینده ملی ترکیه در اتحادیه بین‌المللی نجوم (IAU) بود و به عنوان اولین زن ستاره‌شناس ترکیه شناخته شد.

## زندگی
در دوران تحصیل، زبان‌های فرانسه، آلمانی و ترکی را آموخت. بورسیه تحصیلی کالج او را به دانشگاه لیون فرانسه آورد و در آنجا مدرک کارشناسی خود را در رشته ریاضیات به پایان رساند و در سال ۱۹۳۳ مدرک کارشناسی ارشد خود را در رشته فیزیک از دانشگاه پاریس دریافت کرد. او در رصدخانه پاریس کارآموزی کرد و از او دعوت کردند تا تحقیقاتش را در آنجا ادامه دهد، اما گوکدوگان ترجیح داد به ترکیه بازگردد.
گوکدوگان اشتیاق خود به نجوم را به تدریس در این زمینه هدایت کرد و دانشیار مؤسسه نجوم در دانشکده علوم دانشگاه استانبول شد. هنگامی که او به عنوان اولین کارمند ترک به این کار پیوست، هم کتاب‌های درسی و هم سخنرانی‌ها به زبان‌های خارجی مانند انگلیسی و آلمانی بود. گوکدوگان چندزبانه وارد عمل شد و مطالب درسی و شش کتاب را در مورد موضوعاتی از مکانیک سماوی تا ستاره‌شناسی کروی را ترجمه کرد.
در سال ۱۹۳۷، گوکدوگان پایان‌نامه خود را در مورد ماده تاریک بین ستاره ای در اطراف خورشید نوشت و دکترای خود را به پایان رساند. او به سمت استادی در دانشگاه استانبول رسید و در سال ۱۹۵۴ به عنوان رئیس دانشکده علوم انتخاب شد و اولین رئیس دانشگاه زن در ترکیه شد. گوکدوگان قبل از بازنشستگی در سال ۱۹۸۰ مقالات علمی برای مجلات ملی و سه کتاب درسی مقدماتی در زمینه نجوم، جبر و کیهان‌شناسی نوشت.
از نوزت گوکدوگان به خاطر پیشرفت حرفه نجوم در ترکیه و تأسیس چندین گروه اختصاص یافته به علم، به ویژه انجمن نجوم ترکیه، انجمن زنان دانشگاه ترکیه و انجمن ریاضیات ترکیه به یاد می‌آید.

## زندگی شخصی
گوکدوگان با موکبیل گوکدوگان که استاد معماری و وزیر سابق فواید عمومی ترکیه بود ازدواج کرد. آنها دو فرزند داشتند که هر دو بزرگ شدند تا استاد دانشگاه شوند. موکبیل در سال ۱۹۹۲ در گذشت.
گوکدوگان در ۲۴ آوریل ۲۰۰۳ درگذشت.